# Ostranka jaderská
Ostranka jaderská (Bolinus brandaris) je středně velký dravý mořský plž z čeledi ostrankovitých. Žije v centrální a západní části Středozemního moře.

## Popis
Ostranek je mnoho druhů, některé mají ostny. Délka je až 7 cm. Barva bílá až světle hnědá. Otvor ulity je chráněn uzavíratelným chitinovým víčkem. Obsahuje purpurové barvivo, které ve starověkém Římě bylo využíváno k barvení oděvů pro císaře a vysoce postaveným osobám.

## Výskyt
Vyskytuje se v hloubce 5 až 50 m v Středozemním moři a na pobřeží Španělska, Portugalska a Maroka. Obývá většinou písčitá dna při pobřeží, ale dá se nalézt i na skalnatém podkladu.

## Rozmnožování
Jsou gonochoristé. Vývoj nepřímý. Larvy žijí v planktonu.

## Potrava
Je masožravec, živí se jinými měkkýši. Dokáže provrtat schránku a následně jejich tělo vysaje dlouhým chobotem. Je taky mrchožrout. Také páchá škody na chovech ústřic a slávek.